# Unithosea albilineata
Unithosea albilineata är en fjärilsart som beskrevs av George Francis Hampson 1910. Unithosea albilineata ingår i släktet Unithosea och familjen snigelspinnare. Inga underarter finns listade i Catalogue of Life.